# تيد إيك
تيد إيك (بالإنجليزية: Ted Eck)‏ هو لاعب كرة قدم ومدرب كرة قدم أمريكي، ولد في 14 يوليو 1966 في سبرينغفيلد في الولايات المتحدة. شارك مع منتخب الولايات المتحدة لكرة القدم. أما مع النوادي، فقد لعب مع نادي دالاس.

## وصلات خارجية
- تيد إيك على موقع الدوري الأمريكي (الإنجليزية)
- تيد إيك على موقع قاعدة بيانات كرة القدم.إي يو (الإنجليزية)
- تيد إيك على موقع ناشيونال فوتبول تيمز (الإنجليزية)
- تيد إيك على موقع Soccerway.com (الإنجليزية)
- تيد إيك على موقع عالم كرة القدم.نت (الإنجليزية)